# Ian Hurdle
Ian Hurdle (ur. 3 lutego 1975) – piłkarz z Turks i Caicos grający na pozycji pomocnika, reprezentant na arenie międzynarodowej.

## Kariera klubowa
W sezonie 2001–2002 Hurdle grał w ProvoPool Celtic, a od następnego sezonu bronił barw klubu KPMG United.

## Kariera reprezentacyjna
W 1999 roku Hurdle rozegrał dwa oficjalne spotkania w ramach kwalifikacji do Pucharu Karaibów 1999. W pierwszym z nich jego reprezentacja została pokonana 0-3 przez drużynę Bahamów. W kolejnym meczu eliminacji jego reprezentacja zremisowała 2-2 z drużyną Wysp Dziewiczych Stanów Zjednoczonych. W obydwóch zawodnik ten grał w podstawowym składzie.
Podczas eliminacji do Mistrzostw Świata 2002 Hurdle wystąpił w dwóch spotkaniach, w których grał w podstawowym składzie; w pierwszym, reprezentacja Turks i Caicos na wyjeździe podejmowała reprezentację Saint Kitts i Nevis. Mecz przebiegał jednak pod dyktando reprezentantów Saint Kitts i Nevis, którzy gościom strzelili osiem bramek (goście nie strzelili żadnego); w tymże meczu Hurdle został zmieniony w 79. minucie przez Ronalda Gardinera. W meczu rewanżowym reprezentanci Saint Kitts i Nevis pokonali swoich rywali 6–0. W jednym z meczów Hurdle otrzymał także upomnienie w postaci żółtej kartki.